# 211 Isolda
Isolda /ɪˈzoʊldə/ (định danh hành tinh vi hình: 211 Isolda) là một tiểu hành tinh kiểu C, rất lớn và tối, ở vành đai chính. Dường như nó được cấu tạo bằng vật liệu cacbonat nguyên thủy. Ngày 10 tháng 12 năm 1879, nhà thiên văn học người Áo Johann Palisa phát hiện tiểu hành tinh Isolda khi ông thực hiện quan sát ở Pola và đặt tên nó theo tên Isolde, nữ anh hùng trong truyền thuyết Tristan và Iseult.